# Assunzione di Maria (Reni Castelfranco Emilia)
L'Assunzione di Maria è un dipinto a olio su tela (238x150 cm) di Guido Reni, databile al 1627 e conservato nella chiesa di Santa Maria Assunta a Castelfranco Emilia.

## Storia e descrizione
Si tratta anche di un'opera ampiamente documentata. Scrive Antonio Masini nella Bologna Perlustrata  che “di Guido Reni è la famosissima pittura dell'Assontione della B.V. fatta fare del 1627 dal Dottor Christoforo Masini Arciprete e Vicario di detta Terra e introdotta con solennissima processione adì 16 maggio”, raccontando nel seguito di un miracolo subito verificatosi ad opera dell'immagine. È un committente bolognese “intendente” di pittura, in contatto diretto con uno dei maestri più contesi d'Europa, a condurre il capolavoro a Castelfranco. 
Reni aveva già da tempo una bottega attivissima e strettamente sorvegliata e organizzata per fare fronte alle richieste innumerevoli, ma in questo caso l'autografia del pittore è certa. Egli aveva dipinto in precedenza due volte il soggetto, per la chiesa genovese di Sant'Ambrogio e per la parrocchiale di Pieve di Cento, ma è in questa grande tela che crea il tipo della Madonna Assunta che in seguito fonderà – con minime varianti – con quello dell'Immacolata Concezione. 
In precedenza il momento della salita al cielo di Maria era stato presentato dai pittori come una scena in divenire, presenti gli Apostoli raccolti in basso attorno alla tomba vuota mentre la Vergine ascende in una gloria di angeli: per un importante precedente bolognese si veda l'Assunzione di Annibale Carracci oggi alla Gemäldegalerie di Dresda, ma è importante rimandare al grande capolavoro dipinto da Tiziano per la chiesa veneziana dei Frari nel 1517, animato da un dinamismo che per l'epoca divenne normativo. 
Reni modificò lo schema precedente proponendo ai fedeli un'icona di una sacralità immota e ispirata. Maria è sola al centro del dipinto, “la sua immagine si solidifica raggiungendo l'aspetto di una statua che due angiolini sollevano senza sforzo”. L'intensa figura di Maria, atteggiata come un'orante antica e con il volto tratto dalla figura di Santa Cecilia in estasi dipinta da Raffaello (Pinacoteca Nazionale di Bologna), sfugge tuttavia ogni fissità. Il leggero ruotare del volto crea un equilibrio con la delicata falcatura del corpo mirabilmente sottolineata dalla luce che scivola sul panneggio. La ieraticità dell'insieme è completata dall'alone dorato nel quale Maria sta entrando, avendo lasciato ai suoi piedi il cielo atmosferico. La gloria celeste è costituita da testine di cherubini appena accennate, confuse con una raggiera di nuvole che contribuisce, assieme allo schiarirsi del colore attorno al viso della Vergine, a mostrarla letteralmente circonfusa di luce.

## Bolla di Papa Innocenzo X
Papa Innocenzo X emise una bolla pontificia, il 30 giugno 1650, con cui sanzionava con la scomunica chiunque avesse sottratto o danneggiato il dipinto. Questa sanzione sarebbe ricaduta anche verso chiunque avesse aiutato la persona che direttamente avesse compiuto tali condotte.

## Altre opere similari
Reni ripropose questo schema, con varianti ogni volta di grande qualità, in dipinti successivi: nell'Assunzione di Maria oggi al Musée des Beaux-Arts di Lione e in quella ora alla Alte Pinakothek di Monaco; nell'Immacolata Concezione di San Biagio a Forlì e in quella conservata al Metropolitan Museum di New York.